# Apamea violacea
Apamea violacea är en fjärilsart som beskrevs av Otto Staudinger. Apamea violacea ingår i släktet Apamea och familjen nattflyn. Inga underarter finns listade i Catalogue of Life.